# 14/88

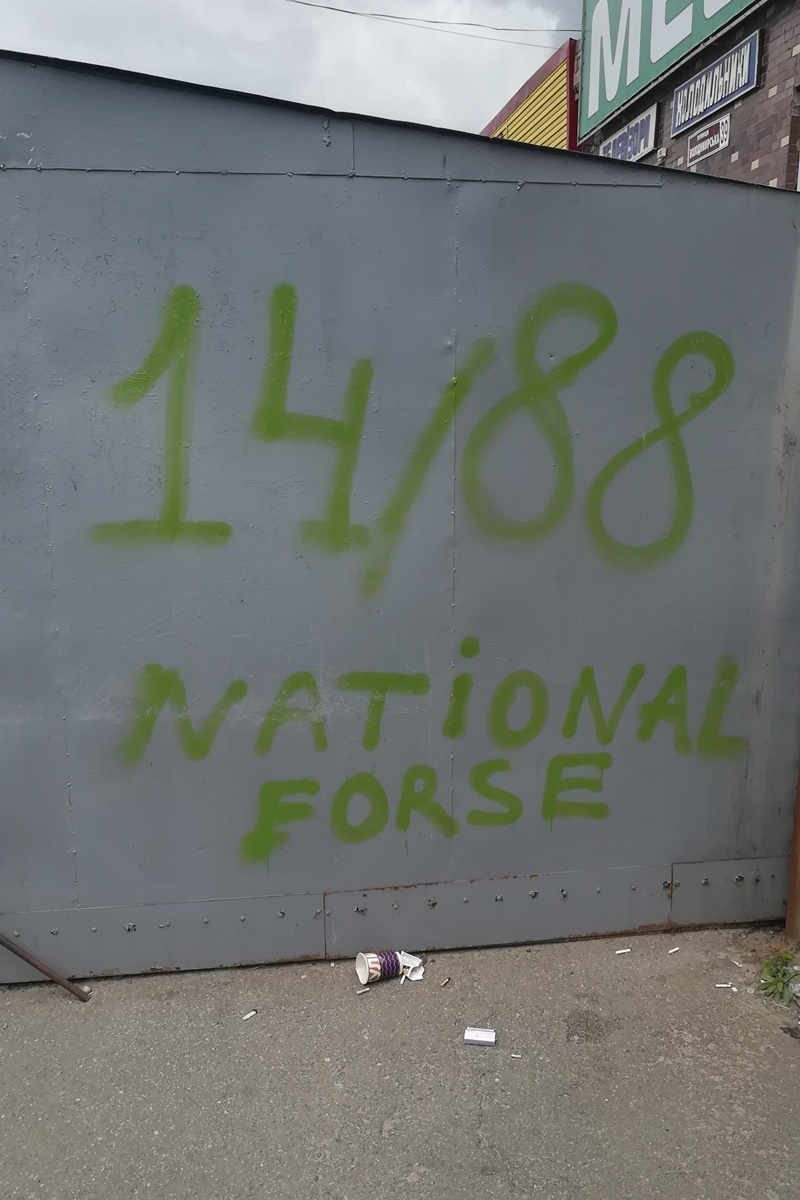
Графіті із гаслом «14/88 NATIONAL FORSE» у Василькові.

14/88, або чотирнадцять слів (англ. Fourteen Words) — кодове гасло (іноді також уживається як привітання або підпис) неонацистів, білих расистів та «альтернативних правих» у Сполучених Штатах, а згодом і в Європі.
Число 88 є закодованим привітанням Heil Hitler! (укр. Гайль Гітлер!, досл. «Слава Гітлеру!»), оскільки літера H стоїть у латинській абетці восьмою, а також означає 88 заповідей білої людини, написаних Девідом Лейном.

## Ідеологія
Девід Лейн
Число 14 означає чотирнадцять слів ідеолога білого націоналізму та засновника терористичної організації «The Order» Девіда Лейна. У своїй заяві Лейн вжив слова «нашого народу», які відноситься не до усього населення США, включаючи мігрантів, а до окремої верстви населення, яка, на його думку, має істинне право на мешкання. Згідно з цією точкою зору, «біла раса» вважається вищою за інші «раси». Стверджується, що ці інші «раси», зокрема євреї та чорношкірі, намагаються боротися з білим населенням і навмисно витісняють його. У відповідь на це білі люди повинні захищатися, як для того, щоб забезпечити законне місце для себе, так і нащадків.
Більшість прихильників так званого руху за вищість білої раси розуміють це як те, що білі повинні займати панівне становище над іншими «расами», до яких будуть ставитися як до корисних слуг, але які будуть піддаватися расовій сегрегації. Ця концепція нагадує плани німецьких націонал-соціалістів щодо так званих «недолюдей». Інші можуть схилятися до широкомасштабного географічного відокремлення, у якому дозволялося б жити лише білим, особливо в Північній Америці. Однак широка пропаганда винищення небілих людей не знайшла підтримки в широких верствах населення.
Символ-число 88 в ультраправих колах може також означати твердження Адольфа Гітлера з 1-ї частини 8-го розділу книжки «Моя боротьба», що надихнуло Д. Лейна на формулювання свого вислову, завдовжки (за німецьким оригіналом) у 88 слів — переклад:

Ми ведемо боротьбу за забезпечення існування і за поширення нашої раси і нашого народу. Ми ведемо боротьбу за забезпечення прожитку наших дітей, за чистоту нашої крові, за свободу і незалежність нашої вітчизни. Ми ведемо боротьбу за те, щоб народ наш дійсно міг виконати ту історичну місію, яка покладена на нього творцем всесвіту. Кожна наша думка і кожна наша ідея, уся наша наука і все наше знання — все повинно служити тільки цій меті. Тільки з цієї єдиної точки зору повинні ми перевіряти доцільність того чи іншого засобу.

## Використання
Чотирнадцять слів часто приховують за числовим кодом 14. Часто число 14 поєднується з іншими кодами, зокрема, як 1488, 14-88, 14/88 або 88/14. Ці комбінації можна знайти в електронних листах, текстах пісень, принтах на футболках, нашивках, ювелірних прикрасах, емблемах на куртках або на обкладинках компактдисків.
Чотирнадцять слів є частиною ідеології різних неонацистських організацій. Одне з класичних неонацистських угруповань — «Гаммерскіни», засноване в США, але впливове і в Європі. «Нація Гаммерскінів» також інкапсулює свій соціал-націоналістичний білий расизм у цьому кредо.
Принаймні з середини 1990-х років ця концепція та числовий код також були взяті на озброєння неонацистами в європейських країнах.